# Mittelneolithikum
Als Mittelneolithikum wird der mittlere Abschnitt des Neolithikums (Jungsteinzeit) in Mitteleuropa bezeichnet. Je nach Region datiert diese Epoche unterschiedlich.

## Unterschiede der Terminologie
Die Verwendung der Begriffe erfolgt in einzelnen Regionen Deutschlands bis heute nicht einheitlich, was auf verschiedene Forschungstraditionen zurückzuführen ist.
In Mitteldeutschland (im Sinne von Sachsen, Sachsen-Anhalt, Thüringen) ist das Neolithikum traditionell dreifach gegliedert. Erstmals 1951 schlug Ulrich Fischer die drei Abschnitte Früh-, Hoch- und Spätneolithikum vor. Später plädierte Hermann Behrens für eine Dreigliederung in Früh-, Mittel- und Spätneolithikum. Demnach stünden Jordansmühler Kultur und Gaterslebener Kultur an der Schwelle vom Früh- zum Mittelneolithikum. Alle folgenden Kulturen lägen demnach im Mittelneolithikum. Später folgte auch für Mitteldeutschland der Vorschlag einer Vierfachgliederung inklusive des Jungneolithikums, wodurch eine Parallelisierung mit den südwestdeutschen Kulturen angestrebt wurde. Nach Kalibrierung der Radiokohlenstoffdaten stellte sich heraus, dass die Stufe des Jungneolithikums absolutchronologisch wesentlich länger als die anderen drei war, woraufhin Lüning zur Fünffachgliederung überging.
Die fünffache Untergliederung des Neolithikums in Süd- und Westdeutschland von Jens Lüning ist ein Vorschlag zur Vereinheitlichung des mitteleuropäischen Chronologiesystems, die gleichzeitig wichtige Zäsuren in der Kulturentwicklung widerspiegelt. Demnach ist die Jungsteinzeit in Frühneolithikum, Mittelneolithikum, Jungneolithikum, Spätneolithikum und Endneolithikum gegliedert. Das Mittelneolithikum datiert hier zwischen 5000 und 4500/4300 v. Chr.
In Ungarn folgt das Mittelneolithikum auf die Körös-Kultur und umfasst Vinca- und Bükk-Kulturen.

## Archäologische Kulturen des Mittelneolithikums nach Lüning
Nach der Gliederung von J. Lüning datieren die nachfolgend gelisteten Kulturen ins Mittelneolithikum:
- Stichbandkeramik
- Rössener Kultur
- Hinkelstein
- Großgartacher Kultur und Bischheimer Kultur (Südwestdeutschland)
- Oberlauterbacher Gruppe sowie der heute inhaltlich überholte Begriff Südostbayerisches Mittelneolithikum (Bayern)
- Lengyel-Kultur
- Theiß-Kultur

Die Ertebølle-Kultur ist mit dem süddeutschen Mittelneolithikum gleichzeitig (= spätes Mesolithikum in Norddeutschland).

### Kreisgrabenanlagen
Die spezielle Form von Erdwerken, meist aus mehrfachen Wall-Graben-Kombinationen bestehend, sind ein zeitlich und räumlich begrenztes Phänomen des Mittelneolithikums in Mitteleuropa (Deutschland, Österreich, Tschechien, Mähren, Slowakei). Der Impuls geht aus der frühen Lengyel-Kultur in Ungarn und der Slowakei aus, wo sich die ältesten Kreisgrabenanlagen befinden.

### Siedlungen und Gräber
Hausbau, Grabsitten und Keramikgefäße stehen erkennbar in bandkeramischer Tradition, sind aber regional viel stärker differenziert als die von der Ukraine bis ins Pariser Becken weitgehend einheitliche Linienbandkeramik. 
Typisch für die Rössener Kultur sind leicht gewölbte („schiffsförmige“), zum Teil auch trapezförmige Langhäuser. Es gibt große Gräberfelder mit Körperbestattungen.
Zwischen Früh- und Mittelneolithikum besteht eine weitgehende Kontinuität, zwischen Mittel- und Jungneolithikum gibt es dagegen einen deutlichen Bruch in der Siedlungsweise: Dort lebt man in kleinen, rechteckigen Häusern, benutzt flachbodige, kaum verzierte Töpfe und bestattet seine Toten auf eine Weise, die insbesondere im Bereich der Michelsberger Kultur nur selten Spuren hinterlässt. Ein Kontinuum stellt die Weiterführung von Erdwerken in der Michelsberger Kultur dar.